# Primitiu modern

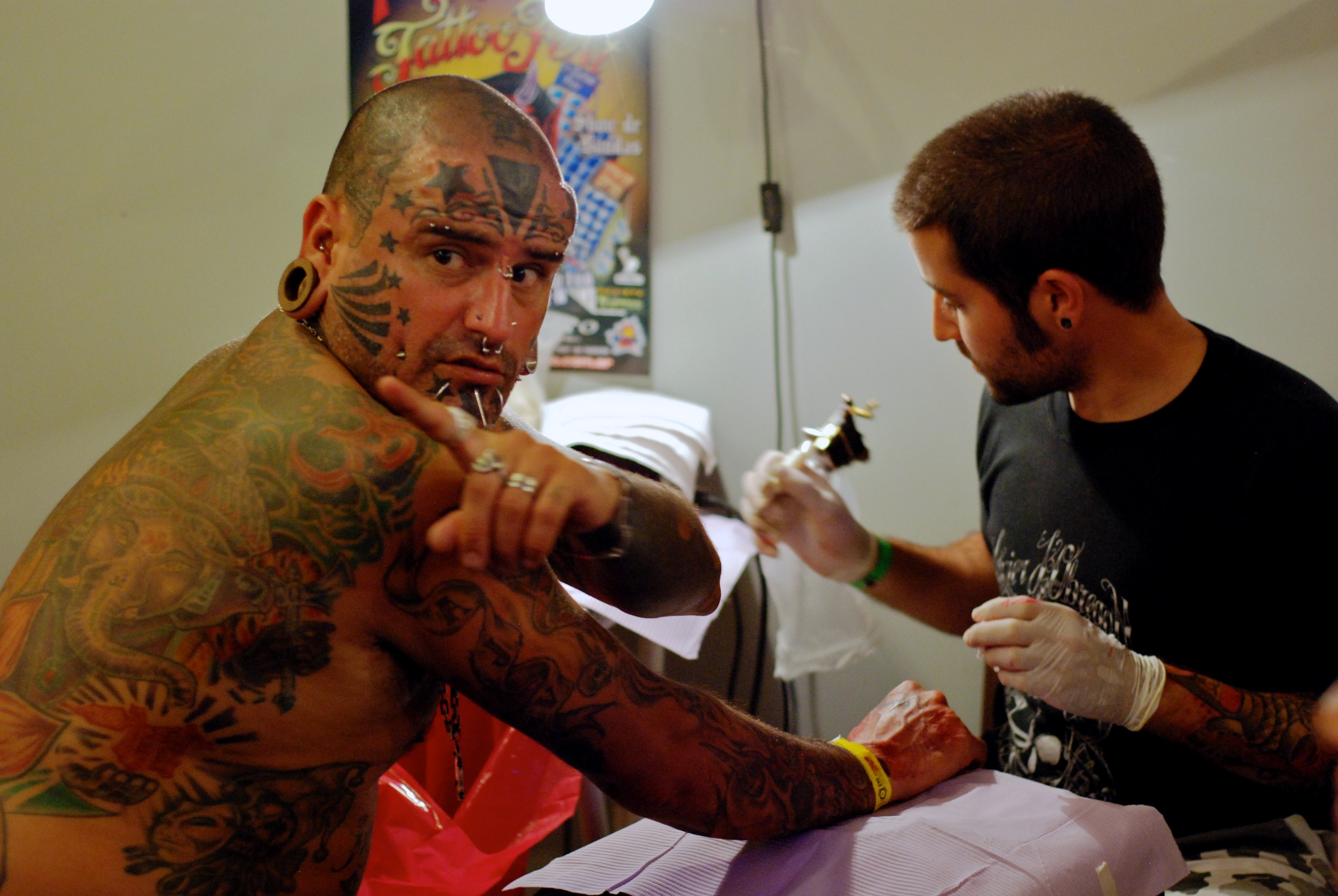
Un primitiu modern fent-se un tatuatge

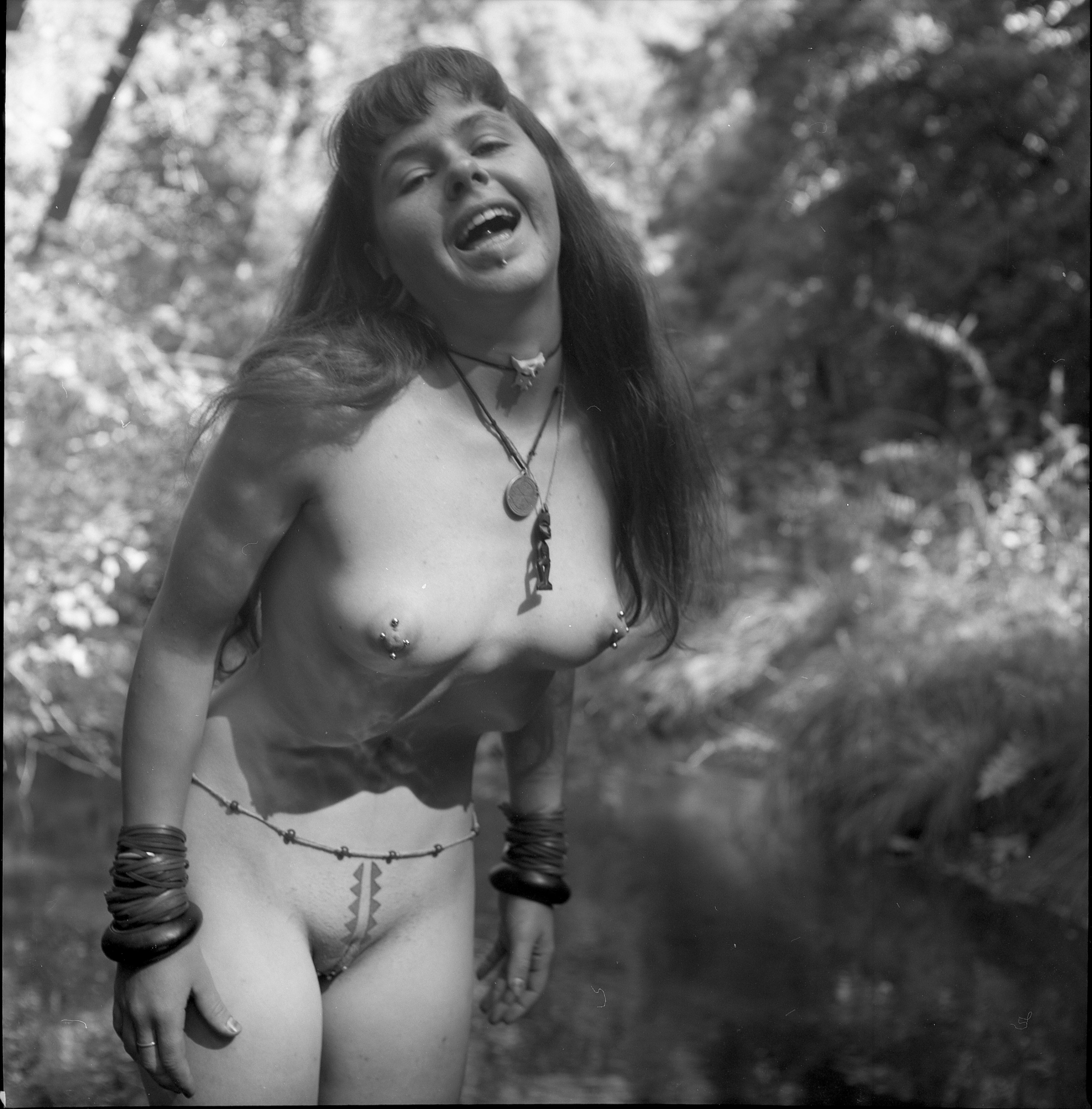
Fotografia d'una dona amb alteracions en el cos, com a part del primitivisme modern

Primitiu modern o primitiu urbà és un moviment subcultural en els països desenvolupats i es relaciona estrictament amb aquelles persones que decideixen fer-se modificacions corporals com a part de la seva vida, també perquè participen en els ritus de les cultures tribals tradicionals, però adaptats als coneixements i procediments moderns. Aquests inclouen, per exemple, els tatuatges, els pírcings, les suspensions corporals, deformacions o alteracions en la cintura per l'ús de cotilla, escarificacions, bifurcacions en la llengua, implants, llimat de dents o qualsevol altre tipus d'alteració en el cos. La motivació dels primitius moderns sovint sorgeix de l'orientació espiritual o sexual; sovint només per raons estètiques, el desig de diferenciació de la persona mitjana o la tendència a l'estrany.
El primitivisme modern de vegades és descrit com un procés socioevolutiu de l'antropologia, que es va desenvolupar en les societats occidentals.
Alguns seguidors del moviment també es dediquen a fer modificacions extremes o a «temes especials», que a vegades tendeixen a crear controvèrsia. Per exemple, el cas de Stalking Cat, de nom Dennis Avner, qui es va fer una sèrie de modificacions per assemblar-se a un tigre. Un altre cas és el d'Erik Sprague, conegut en els mitjans com The Lizardman, per la seva semblança amb un llangardaix. Altres prenen com a referència a Fakir Musafar, fundador i pare del moviment primitiu modern.
El llibre Modern Primitives, publicat per RE/Search el 1989, és en gran manera responsable de la promoció del concepte de primitivisme modern.

## Representants coneguts

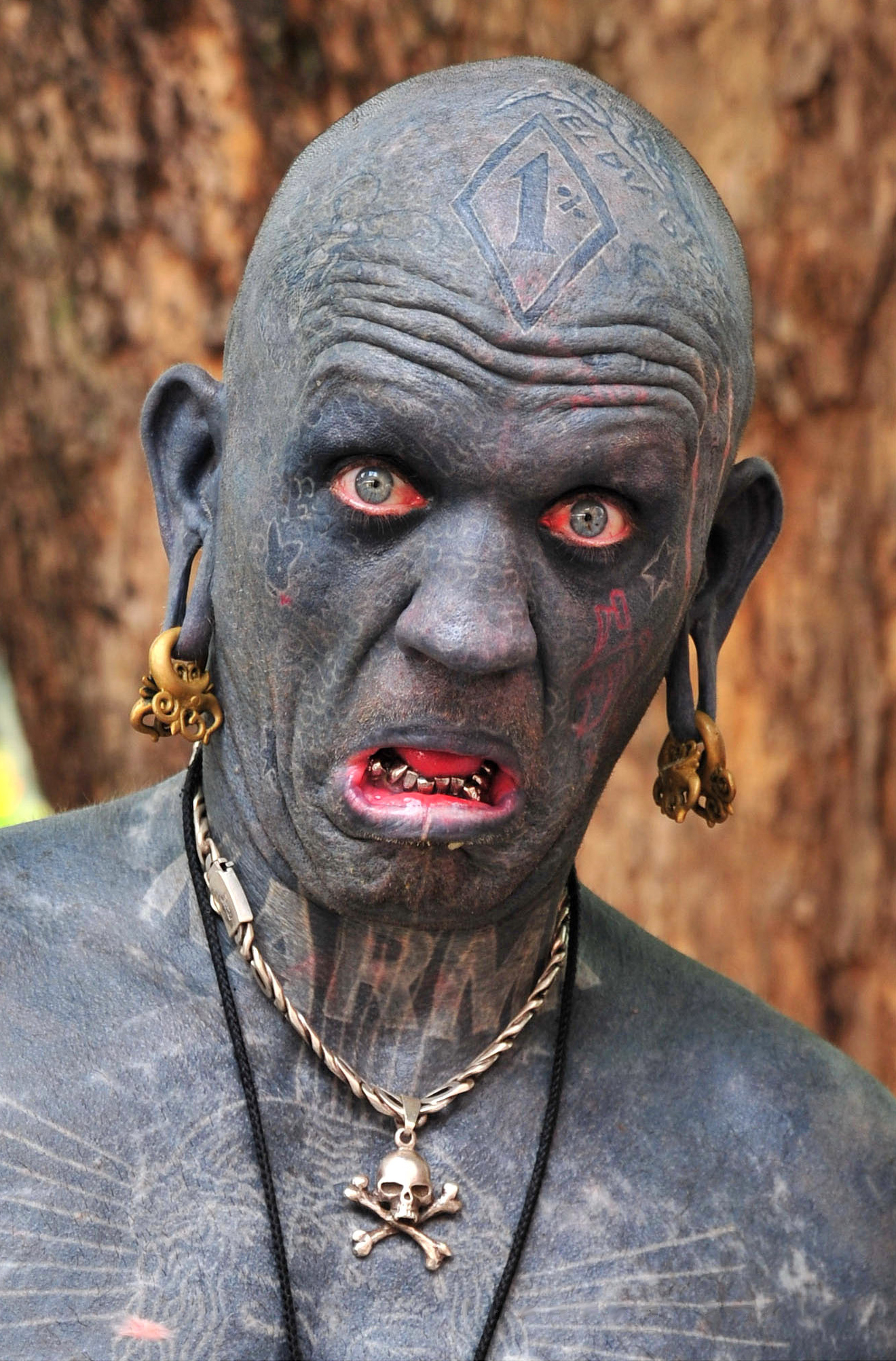
Lucky Diamond Rich.

Fins i tot abans que el terme «primitiu modern» i la subcultura corresponent s'establís, ja existia gent en occident que eren coneguts per modificar els seus cossos amb mètodes similars i es guanyaven la vida com artistes secundaris en espectacles, com Horace Ridler, conegut com The Great Omi (o l'home zebra) durant la dècada del 1930. Actualment, diverses persones són conegudes pel públic com a primitius moderns degut a les seves diverses modificacions corporals.
Dennis Avner, més conegut com a Stalking Cat, va ser un dels artistes friquis més extravagants per les seves modificacions extremes. A més de les alteracions tradicionals, Avner també es va gastar 100.000$ per a col·locar-se implants subdèrmics i intradèrmics, llimat de dents, tatuatge corporal, el creixement i esmolament d'ungles, injecció de silicona als llavis, galtes, papada i altres parts de la seva cara i una cua robòtica per assemblar-se a un tigre.
Erik Sprague, conegut pel malnom de The Lizardman (l'home llangardaix), va dedicar més de 650 hores per modificar el seu cos per a semblar-se un llangardaix. A més, porta molts pírcings i implants, com així els incisius esmolats i una llengua bífida.
Paul Lawrence, conegut amb el nom artístic de The Enigma, és un músic i artista de performance de Seattle. Les seves marques inclouen banyes implantades i un tatuatge de cos sencer de peces de trencaclosques.
També hi ha altres personatges que han ajudat a consolidar el moviment, com el cas de Fakir Musafar, pare del primitivisme modern.